# Capricorno (costellazione)
Il Capricorno (in latino Capricornus, simbolo: ) è una delle 88 costellazioni moderne, ed era anche una delle 48 costellazioni elencate da Tolomeo. È una costellazione dello zodiaco; si trova nell'emisfero australe, fra il Sagittario a ovest e l'Aquario a nord e a est. Viene attraversata dal Sole fra fine gennaio e metà febbraio.
La costellazione dà il nome al tropico del Capricorno, ossia la latitudine terrestre in cui il Sole è in posizione verticale a mezzogiorno il giorno del solstizio d'estate australe (il solstizio d'inverno boreale); ai tempi degli antichi Greci a quella data il Sole si trovava in direzione del Capricorno, ma l'oscillazione della Terra sul suo asse, la precessione degli equinozi, ha spostato il punto del solstizio in direzione del Sagittario.

## Caratteristiche

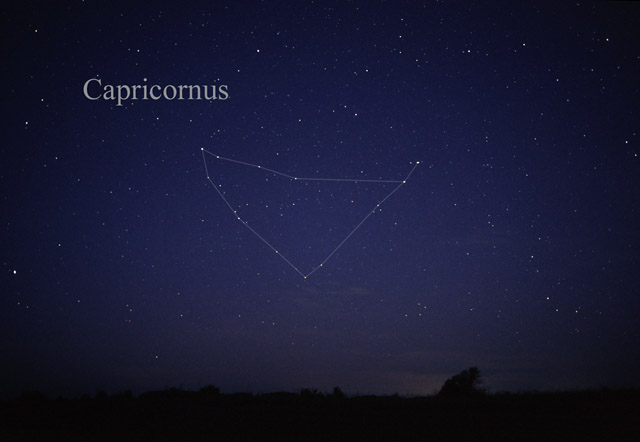
La costellazione del Capricorno sopra l'orizzonte meridionale

Questa costellazione è la più piccola fra quelle dello zodiaco, nonché una delle più deboli dopo i Pesci e il Cancro; tuttavia, le sue stelle più appariscenti si dispongono a formare un triangolo facile da riconoscere, a est del Sagittario, i cui vertici sono Algedi (α Capricorni) a nordovest, Deneb Algedi (delta Capricorni) a nordest e ω Capricorni a sud. Il Capricorno possiede inoltre un buon numero di stelle di magnitudine 4 concatenate e relativamente vicine fra loro, che ne facilitano l'individuazione anche in cieli non troppo bui.
Le quattro stelle più luminose della costellazione sono comprese nei settori nordest e nordovest, verso il confine con l'Aquario; la parte meridionale, pur essendo costituita da astri di magnitudine 4, è comunque ben evidenziata anche a causa della quasi completa mancanza di stelle di pari luminosità nella confinante costellazione del Microscopio.
Il periodo più propizio per la sua osservazione nel cielo serale va dalla metà dell'estate fino alla metà dell'autunno, dall'emisfero boreale, mentre da quello australe, dove per altro la costellazione si trova, è ben osservabile durante buona parte dell'anno, con l'eccezione dell'estate australe. L'altezza sull'orizzonte è modesta dall'emisfero nord, sebbene sia comunque ben osservabile da gran parte dell'Europa.
Il pianeta Nettuno fu scoperto in questa costellazione dall'astronomo tedesco Johann Galle, vicino a Deneb Algedi (δ Capricorni) il 23 settembre 1846, su indicazione del matematico Urbain Le Verrier.

### Stelle principali
- δ Capricorni (Deneb Algedi) è la stella primaria; si tratta di un astro bianco di magnitudine 2,85, relativamente vicino a noi (dista 39 anni luce). Costituisce l'estremità nordorientale della costellazione.
- β Capricorni (Dabih) è una stella bianca di magnitudine 3,05, distante 344 anni luce; è una stella multipla e si trova nella parte occidentale.
- α Capricorni (Algedi) è una celebre stella doppia: le due componenti primarie, α1 Cap e α2 Cap, entrambe gialle e rispettivamente di magnitudini 4,30 e 3,58, sono separabili anche con un piccolo binocolo.
- γ Capricorni (Nashira) è una stella bianca di magnitudine 3,69, distante 139 anni luce.

### Stelle doppie
La costellazione ospita poche stelle doppie brillanti, ma quelle che ci sono risultano essere particolarmente facili da risolvere:
- Algedi (la stella α) è una delle stelle multiple più conosciute e osservate del cielo; le due componenti primarie appaiono risolte anche con piccoli strumenti, grazie alla loro separazione di oltre 6', mentre al telescopio si scopre che entrambe le componenti sono a loro volta doppie. In realtà le due componenti primarie non sono una coppia fisicamente legata, in quanto α² dista 109 anni luce e α¹ ben 686.
- Dabih (la stella β) è un sistema multiplo, di cui due delle componenti sono risolvibili anche con un binocolo: la primaria è di magnitudine 3,08, mentre la secondaria è di sesta grandezza, situata a una distanza angolare di circa 3,5'.
- Molto facile da risolvere è anche la σ Capricorni, che presenta due componenti, una di quinta e una di ottava, separate da quasi 1', risolvibili anche con un binocolo.

| Principali stelle doppie |                                          |                                          |             |             |                                 |        |
| Nome                     | Coordinate equatoriali all'epoca J2000.0 | Coordinate equatoriali all'epoca J2000.0 | Magnitudine | Magnitudine | Separazione (in secondi d'arco) | Colore |
| Nome                     | AR                                       | Dec                                      | A           | B           | Separazione (in secondi d'arco) | Colore |
| α Capricorni             | 20h 18m :                                | -12° 32′ :                               | 3,56        | 4,24        | 377,7                           | ar + g |
| σ Capricorni             | 20h 19m 24s                              | -19° 07′ 07″                             | 5,28        | 8,8         | 56,5                            | ar     |
| β Capricorni             | 20h 21m 01s                              | -14° 46′ 53″                             | 3,08        | 6,10        | 205                             | v + b  |
| ο Capricorni             | 20h 29m 54s                              | -18° 34′ 59″                             | 5,94        | 6,74        | 21,9                            | b + b  |

### Stelle variabili
La costellazione annovera un discreto numero di stelle variabili, alcune delle quali ben visibili anche a occhio nudo.
La più brillante è la δ Capricorni, la più luminosa della costellazione; si tratta di una variabile a eclisse che in poco più di 24 ore oscilla fra le magnitudine 2,8 e la 3,0, un'escursione al limite della percezione a occhio nudo.
Fra le numerose Mireidi spicca RR Capricorni, che quando è al massimo è visibile anche con un binocolo, essendo di settima grandezza; quando è al minimo scende alla quindicesima e diventa invisibile anche con grossi strumenti. Variazioni simili, ma appena più contenute, si verificano anche in T Capricorni e in V Capricorni.
Una variabile semiregolare di facile osservazione è la RS Capricorni, che in circa un anno oscilla fra la settima e la nona grandezza; in entrambi i casi resta sempre visibile con un binocolo, pertanto le sue variazioni sono ben apprezzabili.
| Principali stelle variabili |                                          |                                          |             |             |                  |              |
| Nome                        | Coordinate equatoriali all'epoca J2000.0 | Coordinate equatoriali all'epoca J2000.0 | Magnitudine | Magnitudine | Periodo (giorni) | Tipo         |
| Nome                        | AR                                       | Dec                                      | Max.        | Min.        | Periodo (giorni) | Tipo         |
| T Capricorni                | 21h 22m 01s                              | -15° 09′ 33″                             | 8,4         | 14,3        | 269,28           | Mireide      |
| V Capricorni                | 21h 07m 37s                              | -23° 55′ 14″                             | 8,2         | 14,4        | 275,72           | Mireide      |
| RR Capricorni               | 21h 02m 20s                              | -27° 05′ 15″                             | 7,8         | 15,5        | 277,54           | Mireide      |
| RS Capricorni               | 21h 07m 15s                              | -16° 25′ 21″                             | 7,3         | 9,3         | 340:             | Semiregolare |
| AG Capricorni               | 21h 46m 16s                              | -09° 16′ 33″                             | 5,90        | 6,14        | 25:              | Semiregolare |
| δ Capricorni                | 21h 47m 02s                              | -16° 07′ 36″                             | 2,81        | 3,05        | 1,0228           | Eclisse      |
| ε Capricorni                | 21h 37m 05s                              | -19° 27′ 58″                             | 4,48        | 4,72        | -                | Irregolare   |

## Oggetti del cielo profondo

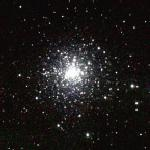
M30, un ammasso globulare scoperto nel Settecento

La costellazione offre pochi oggetti del profondo cielo di facile osservazione: in parte ciò è dovuto all'assenza della Via Lattea, in parte perché le galassie in quest'area di cielo sono tutte più o meno remote e poco luminose, fuori dalla portata di piccoli strumenti.
Un ammasso globulare non è sfuggito tuttavia all'attenzione di Charles Messier, il quale lo catalogò con la sigla M30; si tratta di un ammasso di media concentrazione e si individua senza difficoltà nella parte sud-orientale della costellazione, verso il confine col Pesce Australe. Attraverso un piccolo telescopio si mostra come una macchia chiara molto pallida; un telescopio da 200 mm di apertura consente invece di apprezzarne la risoluzione in stelle.
Le galassie visibili in questa parte di cielo sono in massima parte remote.
| Principali oggetti non stellari |                                          |                                          |                   |             |                                        |              |
| Nome                            | Coordinate equatoriali all'epoca J2000.0 | Coordinate equatoriali all'epoca J2000.0 | Tipo              | Magnitudine | Dimensioni apparenti (in primi d'arco) | Nome proprio |
| Nome                            | AR                                       | Dec                                      | Tipo              | Magnitudine | Dimensioni apparenti (in primi d'arco) | Nome proprio |
| NGC 6907                        | 20h 25m 06s                              | -24° 09′ :                               | Galassia          | 11,2        | 3,3 x 2,7                              |              |
| M30                             | 21h 40m 22s                              | -23° 11′ :                               | Ammasso globulare | 7,4         | 12                                     |              |

## Sistemi planetari
Nella costellazione è nota una stella, HD 202206, che possiede un sistema planetario composto da un pianeta, catalogato però con la lettera c, poiché HD 202206 b è in realtà una nana bruna; questo pianeta ha una massa oltre due volte superiore a quella del pianeta Giove e un diametro però paragonabile a esso.
| Sistemi planetari |                                          |                                          |             |                |                              |
| Nome del sistema  | Coordinate equatoriali all'epoca J2000.0 | Coordinate equatoriali all'epoca J2000.0 | Magnitudine | Tipo di stella | Numero di pianeti confermati |
| Nome del sistema  | AR                                       | Dec                                      | Magnitudine | Tipo di stella | Numero di pianeti confermati |
| HD 202206         | 21h 14m 58s                              | -28° 47′ 21″                             | 8,08        | Nana gialla    | 1 (c)                        |
| HD 204313         | 21h 28m 12s                              | -21° 43′ 35″                             | 7,99        | Nana gialla    | 1 (c)                        |

## Mitologia

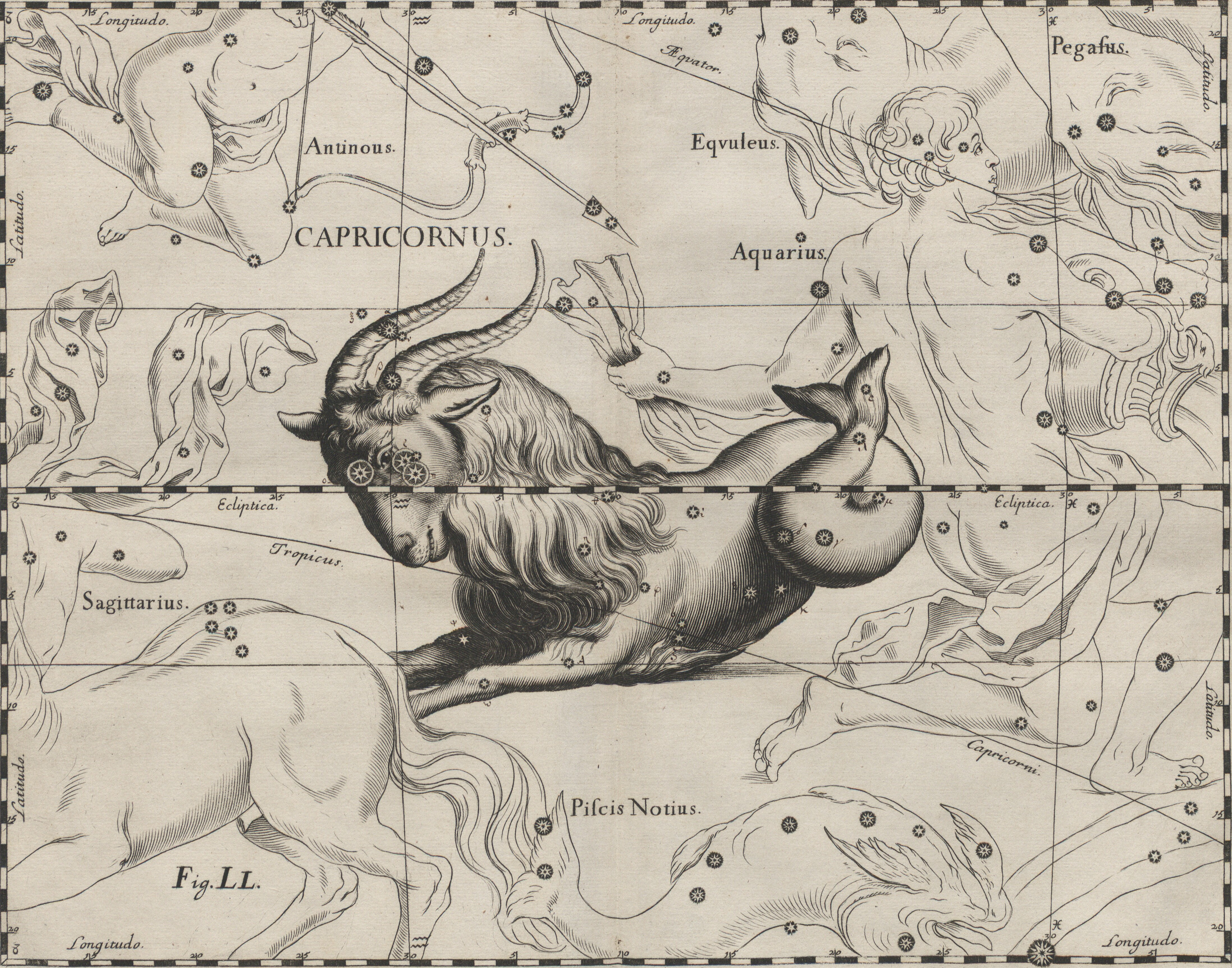
Raffigurazione del Capricorno nell'atlante di Johannes Hevelius

Questa costellazione è una delle più antiche che siano state definite, nonostante la sua debole luminosità. Disegni di un capricorno o simili sono stati trovati su tavolette babilonesi di circa tremila anni fa.
Il capricorno è una creatura dall'aspetto alquanto improbabile, con la testa e le zampe anteriori di capra e la coda di pesce. La costellazione ebbe chiaramente origine ai tempi dei Babilonesi e dei Sumeri, che avevano una passione per le creature anfibie; gli antichi Sumeri la chiamarono Suhur-Mash-Ha, il pesce capra. Per i Greci, che la chiamarono Egocero (capra cornuta), la costellazione si identificava con Pan, dio della campagna che aveva corna e zampe di capra.
Pan, una creatura giocosa di natali incerti, passava gran parte del suo tempo a caccia di donne o sonnecchiando. Riusciva a spaventare la gente grazie al suo grido particolarmente forte, da cui ebbe origine la parola «panico». Uno dei suoi figli fu Croto, che s'identifica con la costellazione del Sagittario. Il tentativo di Pan di sedurre la ninfa Siringe fallì quando quella si trasformò in un mucchio di canne. Mentre lui teneva strette a sé le canne il vento soffiò fra di esse, producendo un suono incantevole. Pan scelse alcune di quelle canne di misura diversa e le unì una all'altra con la cera formando il famoso flauto di Pan, detta anche siringa.
Per due volte Pan portò soccorso agli dei. Durante la lotta degli dei contro i Titani egli soffiò in una conchiglia contribuendo alla fuga dei nemici. Secondo Eratostene questa è la sua connessione con la conchiglia responsabile della parziale raffigurazione di pesce che ha in cielo, sebbene Igino dica, ma la cosa suona leggermente assurda, che essa è dovuta al fatto che lanciò crostacei alla volta dei nemici. In un'occasione posteriore Pan urlò agli dei che si stava avvicinando il mostro Tefeo, mandato contro di loro dalla Madre Terra (Gea). Su suggerimento di Pan gli dei si trasformarono in animali per ingannare il mostro. Lo stesso Pan si rifugiò in un fiume, trasformando in pesce la parte inferiore del suo corpo.
Zeus lottò con Tefeo, ma il mostro riuscì a strappare i nervi dalle mani e dalle gambe del dio, lasciandolo azzoppato. Ermes e Pan glieli restituirono, permettendogli di riprendere l'inseguimento di Tefeo. Zeus lo fermò con la sua folgore e alla fine lo seppellì sotto il Monte Etna, in Sicilia, che, a causa del respiro del mostro, continua a vomitare fuoco. Per ringraziarlo dei suoi servigi, Zeus sistemò l'immagine di Pan nel cielo come costellazione del Capricorno.
La stella Alfa del Capricorno viene chiamata sia Algedi sia Giedi, dall'arabo al-jady che significa «il capretto», il nome arabo della costellazione. Delta del Capricorno si chiama Deneb Algedi, dall'arabo «coda di capretto». Il tropico del Capricorno è la latitudine terrestre in cui il Sole è perpendicolare a mezzogiorno al solstizio d'inverno, intorno al 22 dicembre. Ai tempi dei Greci il Sole era in Capricorno a quella data, ma l'effetto della precessione fa sì che oggi il solstizio d'inverno sia in Sagittario.

## Astrologia
A causa del fenomeno della precessione degli equinozi, non esiste più alcuna corrispondenza sulla volta celeste fra la costellazione astronomica del Capricorno e il relativo segno zodiacale, sebbene, secondo gli astrologi, le caratteristiche ascritte in astrologia al segno zodiacale corrispondente sarebbero in realtà relative al simbolismo della figura che le stelle nella volta celeste ritraggono, e non come erroneamente si pensa alla loro intrinseca posizione.